# Wilcoxia cinerea
Wilcoxia cinerea är en tvåvingeart som beskrevs av James 1941. Wilcoxia cinerea ingår i släktet Wilcoxia och familjen rovflugor.
Artens utbredningsområde är Colorado. Inga underarter finns listade i Catalogue of Life.